# LYPD1

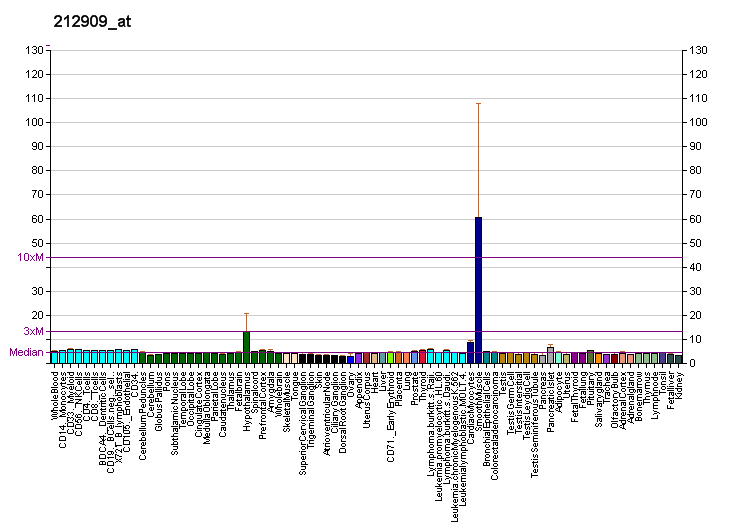
Patrón de expresión de la proteína

La proteína 1 que contiene el dominio Ly6 / PLAUR es una proteína que en humanos está codificada por el gen LYPD1 .
Esta proteína también se conoce como Lynx2, un miembro de la familia Lynx de proteínas de unión a receptores de neurotransmisores. Los ratones transgénicos sin expresión de Lynx2 tienen mayores comportamientos relacionados con la ansiedad.